# Governor Dunston
"Governor Dunston" é o segundo episódio da sétima e última temporada da série de televisão de comédia de situação norte-americana 30 Rock, assim como o 127.º da série em geral. Tanto a realização como a escrita do argumento ficaram sob responsabilidade do produtor executivo e showrunner Robert Carlock, marcando assim a única vez que uma única pessoa trabalhou no argumento e realização de um episódio de 30 Rock. A transmissão original do episódio ocorreu nos Estados Unidos na noite de 11 de Outubro de 2012 através da rede de televisão National Broadcasting Company (NBC). Dentre os artistas convidados, estão inclusos James Marsden, Catherine O'Hara, Bryan Cranston, Matthew Broderick e Adrienne C. Moore. O apresentador de televisão Jimmy Fallon e o jornalista Thomas Roberts também fizeram participações especiais desempenhando versões fictícias de si mesmos.
A trama central do episódio giram em torno da eleição presidencial nos Estados Unidos em 2012. Jack Donaghy (interpretado por Alec Baldwin), presidente da NBC, e Liz Lemon (Tina Fey), argumentista-chefe do programa de televisão TGS with Tracy Jordan (TGS) encontram-se em um confronto quando surge a possibilidade de Liz fazer uma paródia de um candidato republicano à presidência dos Estados Unidos que é extremamente parecido com Tracy Jordan (Tracy Morgan), astro do TGS. Entretanto, Kenneth Parcel (Jack McBrayer), estagiário da NBC, é visitado pela sua mãe Pearline (O'Hara) e pelo amigo dela Ron (Cranston). Jenna Maroney (Jane Krakowski), estrela do TGS, decide tomar proveito da presença dos dois para alavancar a sua carreira musical.
Em geral, "Governor Dunston" foi recebido pela crítica especialista em televisão do horário nobre com opiniões positivas, com a abordagem criativa e engraçada dos temas políticos sendo o maior alvo dos elogios. Embora alguns analistas tenham expressado reservas sobre certas referências desatualizadas, a maioria apreciou o desenvolvimento das personagens principais e o retorno de elementos característicos que faltaram nas temporadas anteriores. A química e interpretação cómica de O'Hara e Cranston foram aclamadas, assim como o retorno de Broderick. Porém, houve um sentimento de que o episódio mostrou a batalha da série em manter o frescor e originalidade que marcaram os seus primeiros anos. De acordo com as estatísticas publicadas pelo serviço de mediação de audiências Nielsen Ratings, "Governor Dunston" foi assistido em uma média de 3,40 milhões de domicílios norte-americanos durante a sua transmissão original, e lhe foi atribuída a classificação de 1,3 e quatro de share no perfil demográfico dos telespectadores entre os dezoito aos 49 anos de idade.

## Produção e desenvolvimento

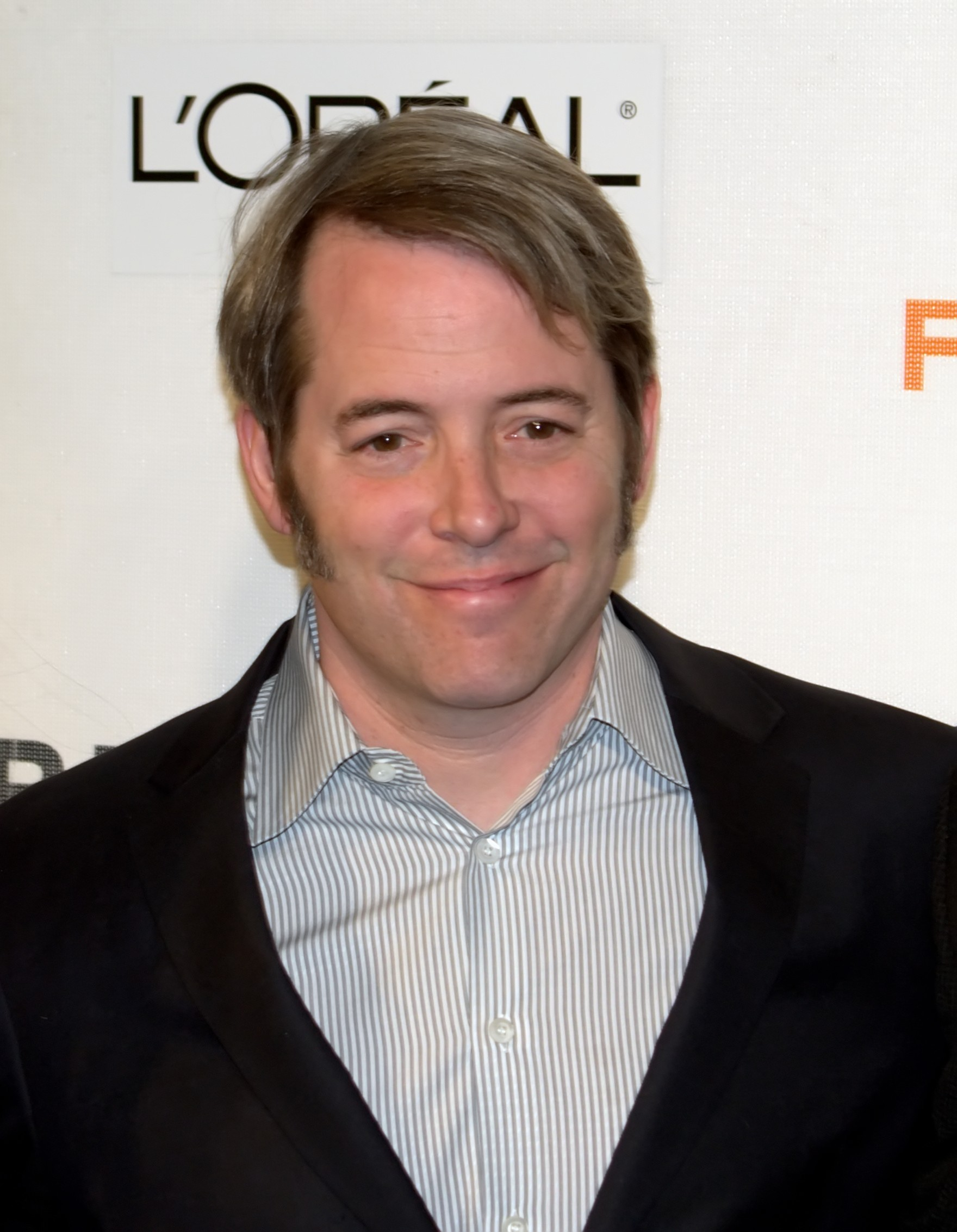
"Governor Dunston" marcou a segunda participação de Matthew Broderick em 30 Rock.

"Governor Dunston" é o segundo episódio da sétima e última temporada de 30 Rock. Tanto a sua realização como a escrita do argumento ficaram sob responsabilidade de Robert Carlock, que também assume as funções de produtor executivo e showrunner. Assim, marcou a sua 23.ª vez a redigir um guião para o seriado e a sua única vez a trabalhar na realização de um episódio da série. Além disso, na sua carreira, esta foi a sua estreia como um realizador, apenas voltando a realizar novamente na série Unbreakable Kimmy Schmidt, em dois episódios.
Em uma entrevista para a revista TV Guide no fim de Agosto de 2012, Tina Fey — criadora, produtora executiva, co-showrunner, argumentista-chefe e estrela principal de 30 Rock — revelou que os atores Catherine O'Hara e Bryan Cranston fariam participações num dos episódios da sétima temporada da série. Nessa entrevista, ela afirmou que "nós vamos conhecer [a família] de Kenneth," sugerindo que O'Hara iria interpretar a mãe de Kenneth. Mais tarde, foi explicado que Cranston iria desempenhar o "amigo" dela, chamado Ron. Um mês depois, em uma outra entrevista para a Entertainment Weekly, Fey revelou que o ator Matthew Broderick estava prestes a retornar a 30 Rock para mais uma participação como o executivo Cooter Burger, expressando que "ele foi tão engraçado" na sua primeira vez como esta personagem no seu episódio homónimo na segunda temporada. Cooter é um operativo republicano inepto que encoraja Jack a fazer mais esquetes sobre Dunston, retratando este político como um bufão amável ao invés da figura controversa que realmente é. Segundo Mike Roe, autor do livro The 30 Rock Book, isto adicionou outro nível de sátira política ao episódio, explorando como os políticos são percebidos diferentemente em público em comparação a em privado. O jornalista de televisão Thomas Roberts também participou do episódio, a desempenhar uma versão fictícia de si mesmo como jornalista do MSNBC. Embora esta tenha sido a sua sétima e última participação em 30 Rock, Roberts expressou desejo de ter um papel recorrente no seriado. O ator Keith Powell, intérprete da personagem James "Toofer" Spurlock em 30 Rock, não participou de "Governor Dunston", embora o seu nome tenha sido listado ao longo da sequência de créditos de encerramento. Imagens de arquivo de Joe Biden, Mitt Romney e Paul Ryan, todos eles na altura candidatos à presidência dos Estados Unidos, foram emitidas em uma sequência do episódio.
"Fiquei encantado. Gostaria de poder voltar mais vezes. Quando voltei, [Robert Carlock] disse: 'Sim, há algumas pessoas, há personagens que queríamos cumprimentar uma última vez, e tu estavas definitivamente na lista.'"
— Comentários de Matthew Broderick acerca da oportunidade de retornar a 30 Rock.
O comediante e apresentador de televisão Jimmy Fallon, ex-integrante do elenco do programa de televisão humorístico Saturday Night Live (SNL), fez uma participação curta no episódio a interpretar uma versão fictícia de si mesmo como apresentador do programa The Tonight Show Starring Jimmy Fallon, num segmento no qual a NBC permite-lhe usar a sua "voz verdadeira" de tom muito agudo, marcando assim a sua quarta vez como estrela convidada no seriado. O SNL, programa no qual Fey foi argumentista-chefe entre 1999 e 2006, tem muitas conexões com 30 Rock. 30 Rock é muitas vezes visto como um reflexo cómico do SNL, e Liz Lemon como uma versão ficcionada de Fey, encarnando as dificuldades de liderar um programa cómico num ambiente dominado por homens, tal como o seu papel na vida real no SNL. Vários outros ex-alunos do SNL já desempenharam papéis importantes ou fizeram participações especiais em 30 Rock, tais como Fred Armisen, Bobby Moynihan, Siobhan Fallon Hogan, Will Ferrell, Will Forte, Gilbert Gottfried, Bill Hader, Jan Hooks, Julia Louis-Dreyfus, Tim Meadows, Bobby Moynihan, Amy Poehler, Rob Riggle, Horatio Sanz, Molly Shannon, Chris Parnell, Jan Hooks, Rachel Dratch, Jason Sudeikis e Kristen Wiig. Tanto Tracy Morgan como Fey já integraram o elenco do SNL, com Fey tendo sido ainda a primeira apresentadora feminina do segmento Weekend Update. Além disso, membros da equipa de 30 Rock já trabalharam no SNL, como: John Lutz, argumentista entre 2003 a 2010; Beth McCarthy-Miller, realizadora entre 1995 e 2006; e Steve Higgins, argumentista e produtor de 1995 a 2009. Alec Baldwin, apesar de nunca ter integrado o elenco do SNL, detém o recorde de ser o anfitrião do programa por mais vezes, com dezassete vezes.
"Governor Dunston" dá seguimento aos esforço da personagem Liz Lemon para engravidar do seu namorado Criss. Para a sétima temporada, a equipa de argumentistas tomou a decisão de desenvolver esta história mais plenamente do que nas anteriores, refletindo a continuação da exploração do esforço de Liz em encontrar equilíbrio entre sua vida profissional e pessoal. Fey é creditada por entender intuitivamente o caráter de Liz, permitindo-lhe tomar decisões que se sentiam autênticas ao personagem. Segundo Vali Chandrasekaran, membro da equipa de argumentistas de 30 Rock, o plano da série era de explorar o que significa o sucesso para Liz além das noções tradicionais de domésticidade, questionando se ela pode realmente "ter tudo." Esta instalação representou um desvio significante na ênfase do seriado na história da gravidez de Liz.
À medida que foi progredindo com a suas temporadas, 30 Rock inclinou-se cada vez mais para o humor surreal, particularmente com a personagem Kenneth Parcell, que se tornou a mais excêntrica. Enquanto outras personagens experimentavam desenvolvimentos loucos, como Jack a trabalhar para a administração Bush ou Tracy a vencer um prémio Óscar, o arco de Kenneth tornou-se mais bizarro, com indícios de que poderia ser imortal. Este arco iniciou subtilmente na primeira temporada com o episódio "The Baby Show", no qual há um panfleto na secretária do Dr. Leo Spaceman que lê "Nunca Morre" com uma foto do estagiário no pano de fundo. A partir da terceira temporada, a série foi deixando cair inúmeras pistas sobre a natureza eterna de Kenneth, desde referências vagas à sua idade até momentos mais evidentes em temporadas posteriores. Ele lembra-se de ter tido um papagaio por 60 anos, reage fortemente a sons agudos que só os maiores de 40 anos conseguem ouvir, e possui conhecimento enciclopédico sobre a história da televisão norte-americana. O auge desta estranha história acontece quando a mãe de Kenneth revela que, à nascença, Kenneth lhe disse que não era humano, mas sim um ser imortal. Em "Governor Dunston", a mãe de Kenneth afirma: "O meu corpo é apenas um recipiente de carne para um ser imortal cujo nome, se o ouvisses, far-te-ia perder a cabeça."

## Enredo
Depois de uma videoconferência com o cavalo de dressage olímpico de Mitt Romney, Jack Donaghy (Alec Baldwin) e Liz Lemon (Tina Fey) debatem sobre as suas tentativas individuais de sabotar a NBC, com Jack alcançando sucesso usando o programa NBC Sunday Night Football para reexibir apenas jogos de futebol americano nos quais a equipa Cleveland Browns joga, e permitindo que Jimmy Fallon use a sua voz real no seu programa de televisão. É depois desta conversa que Liz aborda as suas tentativas de engravidar do seu namorado Criss Chros (James Marsden), que mais tarde, faz-lhe uma visita no seu escritório para tentar apimentar a sua vida sexual, mas é interrompido pelo produtor Pete Hornberger (Scott Adsit), que entra de rompante no escritório para mostrar à Liz uma transmissão televisiva na qual é anunciando o novo candidato a Vice-Presidente de Romney, o Governador Bob Dunston, cuja aparência física se assemelha bastante à de Tracy Jordan (Tracy Morgan). Dunston é um político republicano absurdo que promove políticas que aterrorizam a Liz, uma liberal, enquanto se humilha frequentemente em público. Embora tenha prometido a Jack afastar-se de qualquer tipo de conteúdo político de modo a não alavancar a audiência da NBC e preservar a imagem do partido republicano]], Liz não consegue resistir à oportunidade de fazer uma esquete político sobre Dunston no TGS. Devido a uma brecha legal, ela apenas repete as palavras exatas do governador através de Tracy, levando a esquete ao sucesso e incitando a NBC a decidir transmitir o TGS cinco vezes por semana, obrigando Liz a organizar a sua vida. É neste momento que ela se apercebe que a organização é o que estava a faltar na sua vida sexual e, pela primeira vez, fica ansiosa por fazer amor com Criss. Além disso, as sátiras de Dunston no TGS também aumentam a popularidade do governador republicano, deixando Jack furioso, porém, Cooter Burger (Matthew Broderick) explica-lhe que zombar de um político pode torná-lo mais simpático ao público, colocando Jack em uma situação difícil entre ajudar o partido republicano ou sabotar a NBC. Em contrapartida, Liz também enfrenta um dilema moral por causa das suas próprias ações: continuar as esquetes sobre Dunston, ajudando a campanha de Romney e mantendo o seu estilo de vida organizado, ou removê-las, ajudando Obama e potencialmente arruinando as suas chances de engravidar. Ela decide manter as esquetes, priorizando o seu estilo de vida e possivelmente prejudicando a campanha democrata.
Entretanto, o estagiário Kenneth é visitado pela sua mãe Pearline (Catherine O'Hara) e o amigo dela Ron (Bryan Cranston), um homem bondoso mas algo estúpido. O desdém de Kenneth por Ron é óbvio, mas acentua-se quando Ron revela acidentalmente que ele e Pearline estão casados há sete anos. Ao mesmo tempo, Jenna Maroney (Jane Krakowski), frustrada ao descobrir que apenas faturou USD 90 em royalties pelo seu êxito de verão "Balls", decide tomar uma atitude para aumentar as suas receitas. Tracy faz-lhe entender que ela não está ciente das mudanças na indústria musical dos últimos anos. Então, após ouvir uma canção feita por Ron, ela tenta convencer Kenneth a deixá-la usar esta música de Ron para expandir a sua audiência para um público mais velho e conservador. Kenneth, mais tarde, descobre que Ron é na verdade o seu padrasto, e Jenna, inspirada por isso, decide que vai explorar o público mais velho e conservador. Quando Kenneth ouve Jenna a insultar Ron, ele torna-se surpreendentemente defensivo do seu padrasto, afirmando que apenas os membros da família podem falar uns dos outros de uma forma tão negativa. Neste momento, Kenneth apercebe-se de que ele e Ron são verdadeiramente uma família há anos e partilha, relutantemente, um abraço com Ron.